# Phrynosomatidae
Phrynosomatidae är en familj i underordningen Iguania som tillhör ordningen fjällbärande kräldjur. Medlemmarna förekommer i Nord- och Centralamerika från Kanada till Panama. Det största antalet arter finns i västra USA och Mexiko.

## Beskrivning
Arterna är vanligen små och når oftast en längd upp till 10 centimeter. Flera medlemmar lever på marken och har en avplattad kropp. De skiljs från andra familjer i samma underordning genom differenser i skallens konstruktion.
Habitatet utgörs främst av öknar och andra torra regioner, ofta klippiga områden. Dessa kräldjur äter insekter, andra ryggradslösa djur och mindre ödlor. De flesta arterna i familjen förökar sig genom ovipari, bara i släktena Sceloporus och Phrynosoma finns några arter som föder levande ungar.

## Systematik
Dessa kräldjur listades tidigare som underfamilj till leguaner men 1989 fick de av Frost och Etheridge status som självständig familj. Vanligen räknas 10 släkten till familjen.
- Callisaurus
- Cophosaurus
- Holbrookia
- Phrynosoma
- Petrosaurus
- Sceloporus
- Uma
- Urosaurus
- Uta